# The Dawn Raids Volume 2
The Dawn Raids Volume 2 is een ep van The Pineapple Thief. The Dawn Raids was de oorspronkelijke titel van het muziekalbum Tightly Unwound. Tijdens de afronding van de opnamen kreeg het album haar definitieve naam en bleef een aantal composities op de plank liggen. De ep is in een oplage van 2000 stuks geperst.
Oorspronkelijk zou deze ep live-opnamen bevatten van het album Tightly Unwound, later werd daarvan afgezien. Dat had wel tot gevolg dat de fans die de twee ep’s kochten zich enigszins bekocht voelden; de twee ep's hadden makkelijk op één compact disc uitgebracht kunnen worden, en voor een lagere prijs.

## Musici
- Bruce Soord – zang, gitaar en toetsen;
- John Sykes – basgitaar;
- Keith Harrison – slagwerk;
- Steve Kitch – toetsen

## Composities
Allen van Soord
1. Tightly unwound (akoestische versie)
2. Freefall
3. Bitter day
4. Second chance